# 清乃あさ姫
清乃 あさ姫（せいの あさひ、2005年〈平成17年〉9月2日 - ）は日本の女優。千葉県出身。

## 略歴
2022年、事務所『フォスター』所属し、所属4か月でCMに初出演。
2023年、大河ドラマ『どうする家康』でテレビドラマ初出演。

## 人物
- 趣味は書道、英会話（英検2級）[1]。
- 好きなスポーツは水泳、バスケットボール[1]。
- 好きな言葉は「努力は裏切らない」[1]。

## 出演

### テレビドラマ
- 大河ドラマ どうする家康 第30回・第36回・第37回（2023年8月6日・9月24日・10月1日、NHK） - おふう 役[3][4]
- 月9 366日 第1話・第2話・第4話・第6話 - 最終話（2024年4月8日・15日・29日・5月13日 - 6月17日、フジテレビ系） - 戸田彩乃 役[5]
- 水曜22時枠 全領域異常解決室 第2話（2024年10月16日、フジテレビ系） - 剣持日向 役[6][7][8]
- 金曜ドラマ クジャクのダンス、誰が見た?（2025年1月24日 - 3月28日、TBSテレビ系） - ありさ 役[9]
- 土曜ドラマ なんで私が神説教（2025年4月12日 - 6月14日、日本テレビ系） - 綿貫陽奈 役[10]
- オシドラサタデー リベンジ・スパイ（2025年7月5日 - 、テレビ朝日系） - 藺牟田咲 役[11]

### ウェブドラマ
- なんで私まで神説教!?（2025年6月14日、Hulu） - 綿貫陽奈 役[12]

### CM
- 災害に強い家（2022年9月、ミサワホーム×すずめの戸締まり）[2]
- タフグミ「なりたい自分」篇（2024年2月、カバヤ食品WEB動画）[13]
- トヨタ自動車 RAIZE「しりとりドライブ」篇（2025年5月 - ）[14] - 翔夢（トム）[15]と共演[16]

### MV
- アリアナ・グランデ「we can’t be friends (wait for your love)（英語版）」日本版MV（2024年4月23日配信、ユニバーサルミュージック公式YouTube）（鈴鹿央士と共演）[17]